# 周登科
周登科（1990年6月26日—）是一名出生于1990年的越南男歌手，出生地是越南多樂省。他在2012年出道，进入演艺界，后曾推出多张专辑，并登上越南的一些音乐红人榜。他演唱的歌曲有：狂热（craze）、孤独 （lẻ loi）、城市之光（Ciy Light）等。